# Speedbird
Speedbird是英國航空早期的徽號的名字，也是其大部分航班的呼號。
Speedbird的設計在1930年代首先為Imperial Airways使用，後為BOAC（British Overseas Airways Corporation）的徽號，沒有太大改變。
在1984年英國航空私有化後，衍生出新的徽號——Speedwing；而在1997年，又洐生出另一個新的（也是現今的）徽號──像一條絲帶的Speedmarque。
大部分英航航班的呼號也是Speedbird。例：BA123航班在通訊中會稱為Speedbird 123；而使用協和式客機的航班（BA001-BA004）在通訊中會稱為Speedbird Concorde 1至Speedbird Concorde 4。